# Řetízkový steh

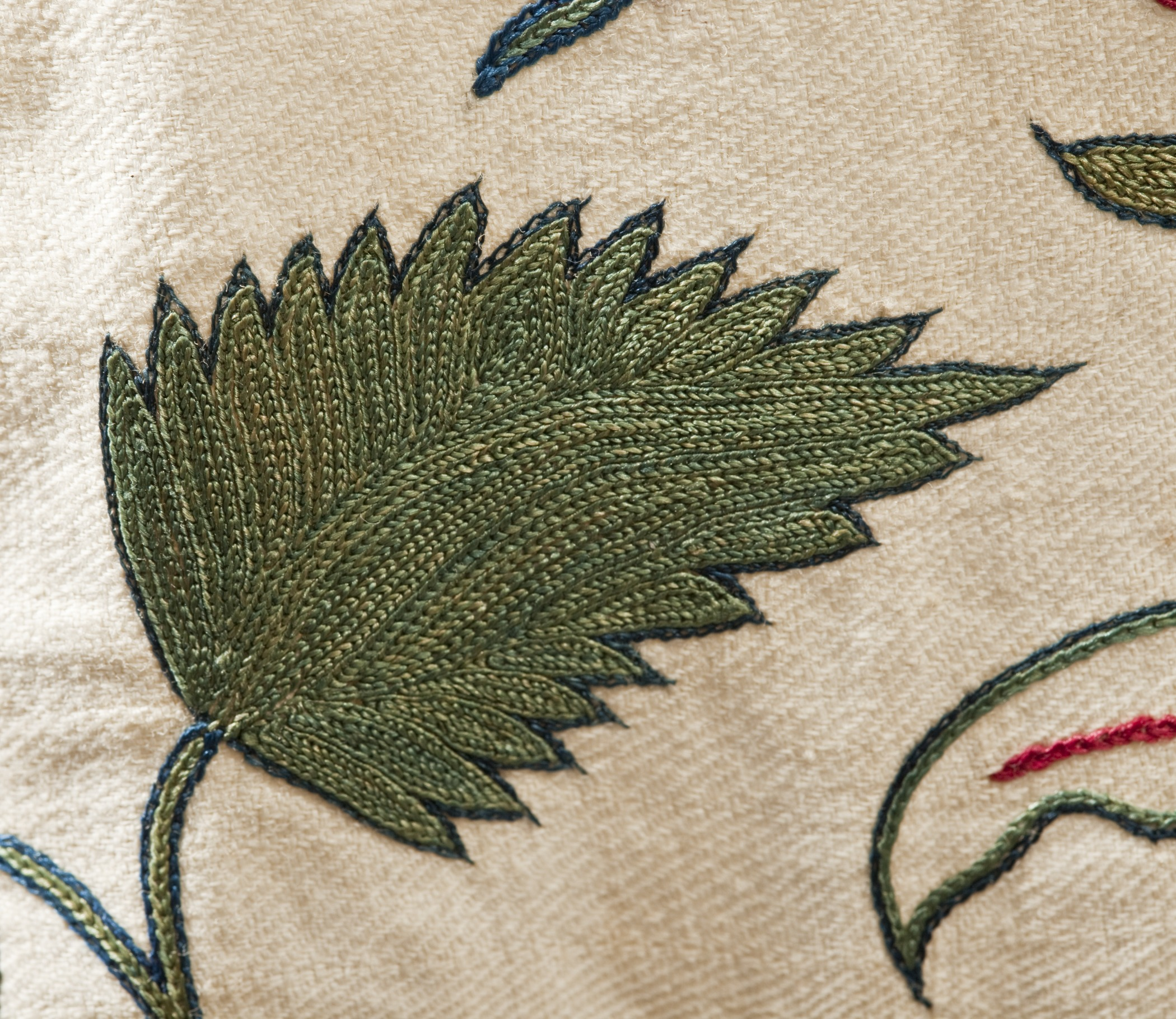
Řetízkové stehy vyšívané hedvábnou nití na bavlněné tkanině (Anglie cca 1775)

Řetízkový steh je technika, při které se tvoří výšivkový vzor ve tvaru řetězu z řady smyček.
Technika řetízkového stehu vznikla pravděpodobně v Číně ve 3.–5. století před n. l.

## Varianty ručně vyšívaného řetízkového stehu

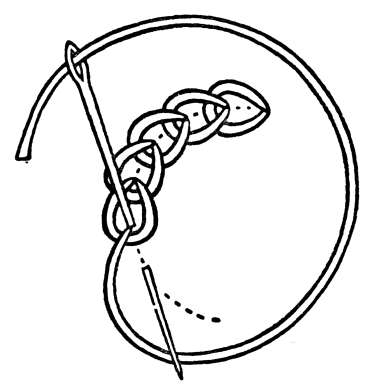
Schéma základního řetízkového stehu

Z technik odvozených ze základního řetízkového stehu se v odborných publikacích uvádí (včetně schematických nákresů) např.:
Splétaný, copánkový, otevřený, květ, rozetu, stočený, pšeničný klas, klikatý sinhálský, péřový, oddělený ("lazy daisy")

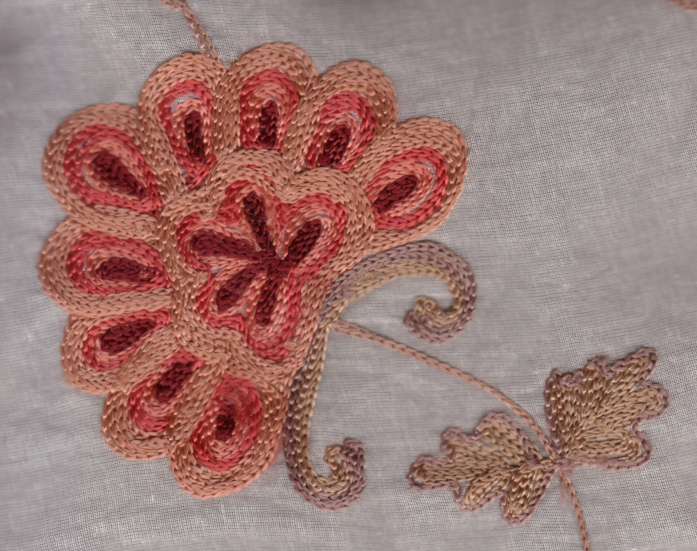
Strojně vyšívané řetízkové stehy (Čína začátkem 21. století)

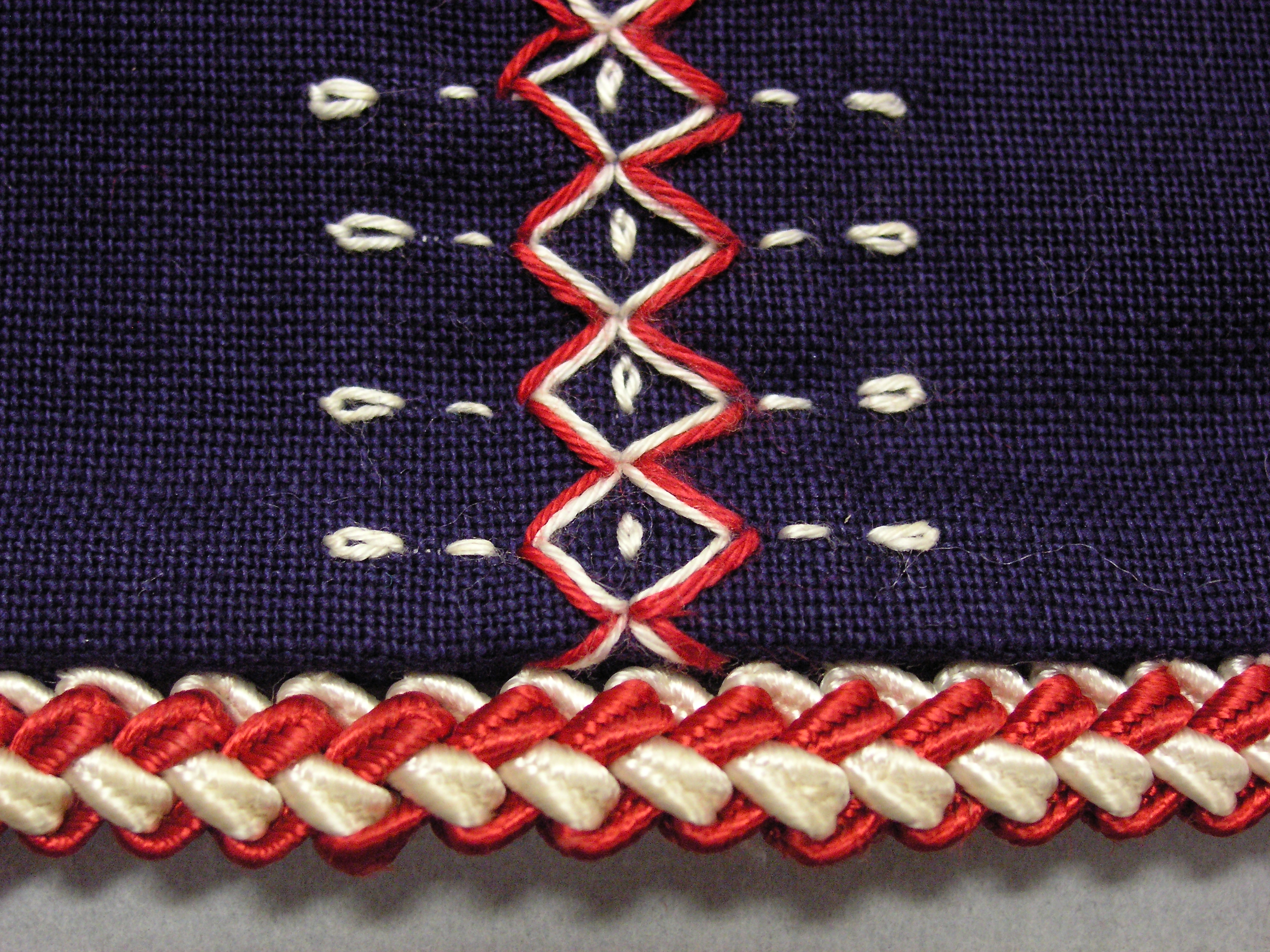
Detail lazy daisy stehů na polštáři (Aucklandské muzeum 2002)

splétaný steh
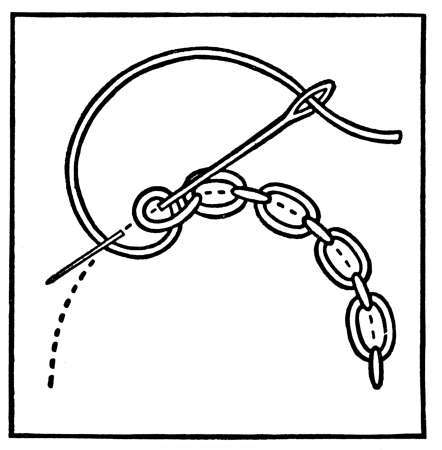
copánkový
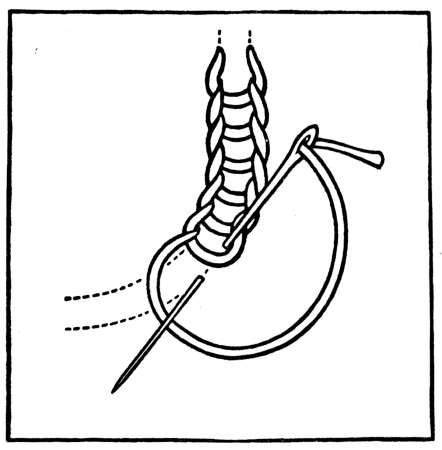
otevřený
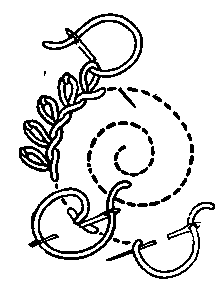
květ
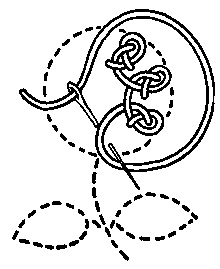
rozeta
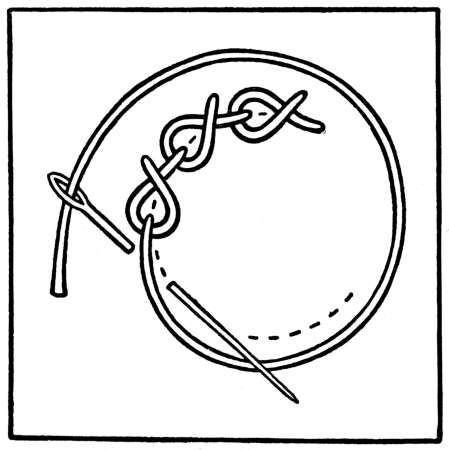
stočený
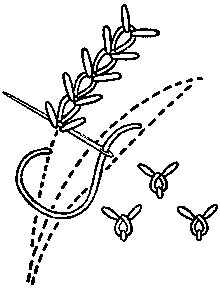
pšeničný klas
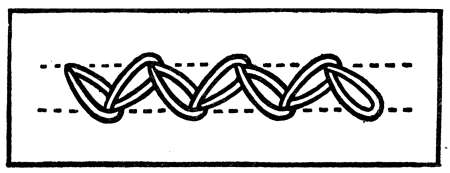
klikatý
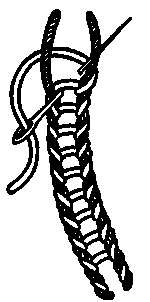
sinhálský
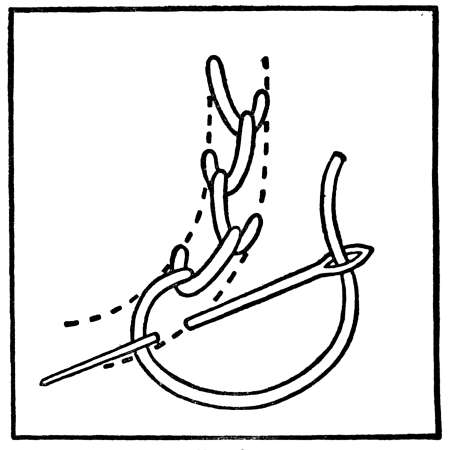
péřový
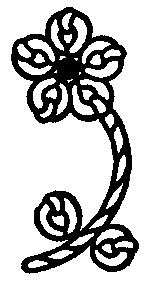
oddělený

## Použití řetízkového stehu mimo ručního vyšívání
Technika řetízkového stehu se používá také při strojním šití, strojním vyšívání, paličkování a háčkování.